# Paříž v zrcadle času
Paříž v zrcadle času (v originále Paris, la ville à remonter le temps) je francouzský dokumentární film z roku 2012, který režíroval Xavier Lefebvre podle vlastního scénáře. Snímek vyšel na DVD ve Francii dne 1. října 2012.

## Děj
Film zachycuje architektonický vývoj města Paříže od galských dob kmene Parisiů, přes římské město Lutetii, výstavbu za Filipa II. Augusta, Ludvíka IX., Karla V., Jindřicha IV., Ludvíka IV., Napoleona, přestavbu města za druhého císařství až po současnost. Film zachycuje vznik a proměny významných pařížských staveb jako městské hradby, katedrála Notre-Dame, palác Louvre, Bastila nebo Eiffelova věž. Film je doplněn počítačovou animací a hranými scénkami.

## Obsazení
| Gautier About       | Orgetorix              |
| Benoît Ferreux      | Julius Caesar          |
| Ornela Bes          | svatá Jenovéfa         |
| Sébastien Bonet     | Filip II. August       |
| Vladimir Perrin     | svatý Ludvík           |
| Florent Ouillé      | Ludvík XIV.            |
| Benjamin Baroche    | markýz de Sade         |
| Pascal Tantot       | Napoleon Bonaparte     |
| Jean-David Beroard  | Joachim Murat          |
| Sébastien Libessart | baron Haussmann        |
| Frédérick Gersal    | Gustave Eiffel         |
| Serge Barbuscia     | Alexandre Dumas mladší |
| Antoine Blanquefort | Guy de Maupassant      |